# СССР на летних Олимпийских играх 1952
СССР дебютировал на Олимпийских играх под эгидой МОК, приняв участие в летних Олимпийских играх 1952 года.
Ранее СССР участвовал на III Летней Рабочей Олимпиаде в 1937 году, проходившей под эгидой САСИ и КСИ в Антверпене (Бельгия).
Представители сборной Советского Союза участвовали во всех видах олимпийской программы, кроме хоккея на траве. Всего в сборной было 295 человек (255 мужчин, 40 женщин), они завоевали 22 золотые, 30 серебряных и 19 бронзовых медалей, заняв 2-е место в командном зачёте. На дебютных для СССР олимпийских играх были выиграны золотые медали в 6 видах спорта — спортивной гимнастике, борьбе, тяжелой и лёгкой атлетике, стрельбе, академической гребле. Впервые в истории выиграны медали в боксе, баскетболе, гребле на байдарках и каноэ. Всего же выиграли медали в 9 видах спорта. Первая золотая олимпийская медаль в истории советского спорта была вручена 20 июля 1952 года метательнице диска Нине Ромашковой.

## Медали
| Золото  | |                                                                          |           |
| №       | Спортсмены | Вид спорта (дисциплина)                                                  | Дата      |
| 1       | Нина Пономарёва | Лёгкая атлетика (метание диска, женщины)                                 | 20 июля   |
| 2       | Виктор Чукарин | Спортивная гимнастика (личное многоборье, мужчины)                       | 21 июля   |
| 3       | Иосиф Бердиев Михаил Перльман Дмитрий Леонкин Виктор Чукарин Грант Шагинян Валентин Муратов Евгений Корольков Владимир Беляков | Спортивная гимнастика (командное многоборье, мужчины)                    | 21 июля   |
| 4       | Виктор Чукарин | Спортивная гимнастика (опорный прыжок, мужчины)                          | 21 июля   |
| 5       | Грант Шагинян | Спортивная гимнастика (кольца, мужчины)                                  | 21 июля   |
| 6       | Виктор Чукарин | Спортивная гимнастика (конь, мужчины)                                    | 21 июля   |
| 7       | Юрий Тюкалов | Академическая гребля (одиночки, мужчины)                                 | 23 июля   |
| 8       | Давид Цимакуридзе | Борьба (вольная, до 79 кг, мужчины)                                      | 23 июля   |
| 9       | Арсен Мекокишвили | Борьба (вольная, свыше 87 кг, мужчины)                                   | 23 июля   |
| 10      | Мария Гороховская | Спортивная гимнастика (личное многоборье, женщины)                       | 23 июля   |
| 11      | Медея Джугели Екатерина Калинчук Мария Гороховская Нина Бочарова Галина Минаичева Галина Урбанович Пелагея Данилова Галина Шамрай | Спортивная гимнастика (командное многоборье, женщины)                    | 23 июля   |
| 12      | Екатерина Калинчук | Спортивная гимнастика (опорный прыжок, женщины)                          | 23 июля   |
| 13      | Нина Бочарова | Спортивная гимнастика (бревно, женщины)                                  | 23 июля   |
| 14      | Иван Удодов | Тяжёлая атлетика (до 56 кг, мужчины)                                     | 25 июля   |
| 15      | Рафаэль Чимишкян | Тяжёлая атлетика (до 60 кг, мужчины)                                     | 25 июля   |
| 16      | Галина Зыбина | Лёгкая атлетика (толкание ядра, женщины)                                 | 26 июля   |
| 17      | Борис Гуревич | Борьба (греко-римская, до 52 кг, мужчины)                                | 27 июля   |
| 18      | Яков Пункин | Борьба (греко-римская, до 62 кг, мужчины)                                | 27 июля   |
| 19      | Шазам Сафин | Борьба (греко-римская, до 67 кг, мужчины)                                | 27 июля   |
| 20      | Йоханнес Коткас | Борьба (греко-римская, свыше 87 кг, мужчины)                             | 27 июля   |
| 21      | Анатолий Богданов | Стрельба (Стрельба из произвольной винтовки с 3-х позиций, 300 м)        | 27 июля   |
| 22      | Трофим Ломакин | Тяжёлая атлетика (до 82,5 кг, мужчины)                                   | 27 июля   |
| Серебро | |                                                                          |           |
| №       | Спортсмены | Вид спорта (дисциплина)                                                  | Дата      |
| 1       | Елизавета Багрянцева | Лёгкая атлетика (метание диска, женщины)                                 | 20 июля   |
| 2       | Юрий Литуев | Лёгкая атлетика (бег на 400 метров с барьерами, мужчины)                 | 21 июля   |
| 3       | Грант Шагинян | Спортивная гимнастика (личное многоборье, мужчины)                       | 21 июля   |
| 4       | Виктор Чукарин | Спортивная гимнастика (параллельные брусья, мужчины)                     | 21 июля   |
| 5       | Виктор Чукарин | Спортивная гимнастика (кольца, мужчины)                                  | 21 июля   |
| 6       | Грант Шагинян | Спортивная гимнастика (конь, мужчины)                                    | 21 июля   |
| 7       | Евгений Корольков | Спортивная гимнастика (конь, мужчины)                                    | 21 июля   |
| 8       | Георгий Жилин Игорь Емчук | Академическая гребля (двойки парные, мужчины)                            | 23 июля   |
| 9       | Слава Амирагов Леонид Гиссен Евгений Самсонов Владимир Крюков Игорь Поляков Евгений Браго Владимир Родимушкин Алексей Комаров Игорь Борисов | Академическая гребля (восьмёрки, мужчины)                                | 23 июля   |
| 10      | Рашид Мамедбеков | Борьба (вольная, до 57 кг, мужчины)                                      | 23 июля   |
| 11      | Леонид Щербаков | Лёгкая атлетика (тройной прыжок, мужчины)                                | 23 июля   |
| 12      | Александра Чудина | Лёгкая атлетика (прыжки в длину, женщины)                                | 23 июля   |
| 13      | Нина Бочарова | Спортивная гимнастика (личное многоборье, женщины)                       | 23 июля   |
| 14      | Мария Гороховская | Спортивная гимнастика (вольные упражнения, женщины)                      | 23 июля   |
| 15      | Мария Гороховская | Спортивная гимнастика (бревно, женщины)                                  | 23 июля   |
| 16      | Мария Гороховская | Спортивная гимнастика (брусья, женщины)                                  | 23 июля   |
| 17      | Мария Гороховская | Спортивная гимнастика (вольные упражнения, женщины)                      | 23 июля   |
| 18      | Мария Голубничая | Лёгкая атлетика (бег на 80 метров с барьерами, женщины)                  | 24 июля   |
| 19      | Александра Чудина | Лёгкая атлетика (метание копья, женщины)                                 | 24 июля   |
| 20      | Медея Джугели Екатерина Калинчук Мария Гороховская Нина Бочарова Галина Минаичева Галина Урбанович Пелагея Данилова Галина Шамрай | Спортивная гимнастика (командные упражнения с предметом, женщины)        | 24 июля   |
| 21      | Владимир Казанцев | Лёгкая атлетика (бег на 3000 метров с препятствиями, мужчины)            | 25 июля   |
| 22      | Николай Саксонов | Тяжёлая атлетика (до 60 кг, мужчины)                                     | 25 июля   |
| 23      | Евгений Лопатин | Тяжёлая атлетика (до 67,5 кг, мужчины)                                   | 26 июля   |
| 24      | Шалва Чихладзе | Борьба (греко-римская, до 87 кг, мужчины)                                | 27 июля   |
| 25      | Лев Каляев Леван Санадзе Владимир Сухарев Борис Токарев | Лёгкая атлетика (эстафета 4×100 метров, мужчины)                         | 27 июля   |
| 26      | Григорий Новак | Тяжёлая атлетика (до 90, мужчины)                                        | 27 июля   |
| 27      | Борис Андреев | Стрельба (малокалиберная винтовка лёжа, 50 метров, мужчины)              | 29 июля   |
| 28      | Мужская сборная по баскетболу Стяпас Бутаутас Майгонис Валдманис Виктор Власов Нодар Джорджикия Анатолий Конев Отар Коркия Хейно Круус Ильмар Куллам Юстинас Лагунавичюс Иоанн Лысов Александр Моисеев Юрий Озеров Казис Петкявичюс Станисловас Стонкус | Баскетбол (мужчины)                                                      | 2 августа |
| 29      | Виктор Меднов | Бокс (до 63,5 кг, мужчины)                                               | 2 августа |
| 30      | Сергей Щербаков | Бокс (до 67 кг, мужчины)                                                 | 2 августа |
| Бронза  | |                                                                          |           |
| №       | Спортсмены | Вид спорта (дисциплина)                                                  | Дата      |
| 1       | Александр Ануфриев | Лёгкая атлетика (бег на 10 000 метров, мужчины)                          | 20 июля   |
| 2       | Нина Думбадзе | Лёгкая атлетика (метание диска, женщины)                                 | 20 июля   |
| 3       | Дмитрий Леонкин | Спортивная гимнастика (кольца, мужчины)                                  | 21 июля   |
| 4       | Галина Минаичева | Спортивная гимнастика (опорный прыжок, женщины)                          | 23 июля   |
| 5       | Елена Горчакова | Лёгкая атлетика (метание копья, женщины)                                 | 24 июля   |
| 6       | Надежда Хныкина | Лёгкая атлетика (бег на 200 метров, женщины)                             | 26 июля   |
| 7       | Клавдия Точёнова | Лёгкая атлетика (толкание ядра, женщины)                                 | 26 июля   |
| 8       | Артём Терян | Борьба (греко-римская, до 57 кг, мужчины)                                | 27 июля   |
| 9       | Николай Белов | Борьба (греко-римская, до 79 кг, мужчины)                                | 27 июля   |
| 10      | Бруно Юнк | Лёгкая атлетика (ходьба на 10 километров, мужчины)                       | 27 июля   |
| 11      | Александра Чудина | Лёгкая атлетика (прыжки в высоту, женщины)                               | 27 июля   |
| 12      | Лев Вайнштейн | Стрельба (произвольная винтовка из трёх положений, 50 метров, мужчины)   | 27 июля   |
| 13      | Аркадий Воробьёв | Тяжёлая атлетика (до 82,5 кг, мужчины)                                   | 27 июля   |
| 14      | Нина Савина | Гребля на байдарках и каноэ (байдарки-одиночки, 500 метров, женщины)     | 28 июля   |
| 15      | Борис Андреев | Стрельба (малокалиберная винтовка из трёх положений, 50 метров, мужчины) | 29 июля   |
| 16      | Анатолий Булаков | Бокс (до 51 кг, мужчины)                                                 | 1 августа |
| 17      | Геннадий Гарбузов | Бокс (до 54 кг, мужчины)                                                 | 1 августа |
| 18      | Борис Тишин | Бокс (до 71 кг, мужчины)                                                 | 1 августа |
| 19      | Анатолий Перов | Бокс (до 81 кг, мужчины)                                                 | 1 августа |

| Медали по видам спорта      | Медали по видам спорта | Медали по видам спорта | Медали по видам спорта | Медали по видам спорта |
| --------------------------- | ---------------------- | ---------------------- | ---------------------- | ---------------------- |
| Вид спорта                  | 1                      | 2                      | 3                      | Итого                  |
| Академическая гребля        | 1                      | 2                      | 0                      | 3                      |
| Баскетбол                   | 0                      | 1                      | 0                      | 1                      |
| Бокс                        | 0                      | 2                      | 4                      | 6                      |
| Борьба                      | 6                      | 2                      | 2                      | 10                     |
| Гребля на байдарках и каноэ | 0                      | 0                      | 1                      | 1                      |
| Лёгкая атлетика             | 2                      | 8                      | 7                      | 17                     |
| Спортивная гимнастика       | 9                      | 11                     | 2                      | 22                     |
| Стрельба                    | 1                      | 1                      | 2                      | 4                      |
| Тяжёлая атлетика            | 3                      | 3                      | 1                      | 7                      |
| Всего                       | 22                     | 30                     | 19                     | 71                     |

| Медали по дням | Медали по дням | Медали по дням | Медали по дням | Медали по дням |
| -------------- | -------------- | -------------- | -------------- | -------------- |
| Дата           | 1              | 2              | 3              | Итого          |
| 20 июля        | 1              | 1              | 2              | 4              |
| 21 июля        | 5              | 6              | 1              | 12             |
| 23 июля        | 7              | 10             | 1              | 18             |
| 24 июля        | 0              | 3              | 1              | 4              |
| 25 июля        | 2              | 2              | 0              | 4              |
| 26 июля        | 1              | 1              | 2              | 4              |
| 27 июля        | 6              | 3              | 6              | 15             |
| 28 июля        | 0              | 0              | 1              | 1              |
| 29 июля        | 0              | 1              | 1              | 2              |
| 1 августа      | 0              | 0              | 4              | 4              |
| 2 августа      | 0              | 3              | 0              | 3              |
| Всего          | 22             | 30             | 19             | 71             |

| Медали по полу | Медали по полу | Медали по полу | Медали по полу | Медали по полу |
| -------------- | -------------- | -------------- | -------------- | -------------- |
| Пол            | 1              | 2              | 3              | Итого          |
| Мужчины        | 16             | 20             | 12             | 48             |
| Женщины        | 6              | 10             | 7              | 23             |
| Всего          | 22             | 30             | 19             | 71             |

## Состав сборной
Академическая гребля
1. Слава Амирагов
2. Василий Багрецов
3. Игорь Борисов
4. Евгений Браго
5. Борис Бречко
6. Леонид Гиссен
7. Георгий Гущенко
8. Игорь Емчук
9. Роман Захаров
10. Георгий Жилин
11. Владимир Кирсанов
12. Алексей Комаров
13. Владимир Крюков
14. Иван Макаров
15. Евгений Морозов
16. Юрий Тюкалов
17. Михаил Плаксин
18. Игорь Поляков
19. Михаил Прудников
20. Кирилл Путырский
21. Юрий Рогозов
22. Владимир Родимушкин
23. Евгений Самсонов
24. Евгений Третников
25. Борис Фёдоров
26. Виктор Шевченко

 Баскетбол
1. Стяпас Бутаутас
2. Майгонис Валдманис
3. Виктор Власов
4. Нодар Джорджикия
5. Анатолий Конев
6. Отар Коркия
7. Хейно Круус
8. Ильмар Куллам
9. Юстинас Лагунавичюс
10. Иоанн Лысов
11. Александр Моисеев
12. Юрий Озеров
13. Казис Петкявичюс
14. Станисловас Стонкус

 Бокс
1. Анатолий Булаков
2. Геннадий Гарбузов
3. Александр Засухин
4. Виктор Меднов
5. Анатолий Перов
6. Борис Сильчев
7. Юрий Соколов
8. Борис Тишин
9. Альгирдас Шоцикас
10. Сергей Щербаков

 Борьба
Вольная борьба
1. Ибрагимпаша Дадашев
2. Рашид Мамедбеков
3. Арсен Мекокишвили
4. Василий Рыбалко
5. Георгий Саядов
6. Давид Цимакуридзе
7. Аугуст Энглас
8. Арменак Ялтырян

Греко-римская борьба
1. Николай Белов
2. Борис Гуревич
3. Йоханнес Коткас
4. Семён Марушкин
5. Яков Пункин
6. Шазам Сафин
7. Артём Терян
8. Шалва Чихладзе

Велоспорт
 Шоссейный велоспорт
1. Николай Бобаренко
2. Евгений Клевцов
3. Анатолий Колесов
4. Владимир Крючков

 Трековый велоспорт
1. Отар Дадунашвили
2. Николай Матвеев
3. Виктор Мешков
4. Валентин Михайлов
5. Василий Федин
6. Лев Цыпурский

 Водное поло
1. Борис Гойхман
2. Анатолий Егоров
3. Лев Кокорин
4. Александр Лиференко
5. Пётр Мшвениерадзе
6. Валентин Прокопов
7. Евгений Семёнов
8. Юрий Теплов
9. Виталий Ушаков
10. Юрий Шляпин

 Гребля на байдарках и каноэ
1. Владимир Котырев
2. Александр Красавин
3. Игорь Кузнецов
4. Лев Никитин
5. Валентин Орищенко
6. Николай Перевозчиков
7. Иван Сотников
8. Николай Тетёркин
9. Анатолий Трошенков
10. Игорь Феоктистов
11. Павел Харин
12. Сергей Чумаков
13. Нина Савина

 Конный спорт
1. Юрий Андреев
2. Гавриил Будённый
3. Михаил Власов
4. Валериан Куйбышев
5. Борис Лилов
6. Владимир Распопов
7. Николай Ситько
8. Василий Тихонов
9. Николай Шеленков

 Лёгкая атлетика
1. Николай Андрющенко
2. Александр Ануфриев
3. Николай Белокуров
4. Владимир Бражник
5. Евгений Буланчик
6. Борис Бутенко
7. Феодосий Ванин
8. Евгений Вансович
9. Михаил Вельсвебель
10. Владимир Волков
11. Отто Григалка
12. Леонид Григорьев
13. Пётр Денисенко
14. Георгий Дыбенко
15. Петерис Зелтыныш
16. Георгий Ивакин
17. Ардалион Игнатьев
18. Юрий Илясов
19. Павел Казанков
20. Владимир Казанцев
21. Михаил Казанцев
22. Лев Каляев
23. Виктор Князев
24. Пётр Кожевников
25. Михаил Кривоносов
26. Владимир Кузнецов
27. Сергей Кузнецов
28. Николай Кучурин
29. Юрий Литуев
30. Сергей Лобастов
31. Тимофей Лунёв
32. Хандадаш Мадатов
33. Фёдор Марулин
34. Борис Матвеев
35. Геннадий Модой
36. Яков Москаченков
37. Эдмунд Пилагс
38. Иван Пожидаев
39. Никифор Попов
40. Сергей Попов
41. Николай Редькин
42. Михаил Салтыков
43. Леван Санадзе
44. Иван Семёнов
45. Геннадий Слепнёв
46. Владимир Сухарев
47. Григорий Сучков
48. Борис Токарев
49. Владимир Ухов
50. Георгий Фёдоров
51. Виктор Цыбуленко
52. Пётр Чевгун
53. Леонид Щербаков
54. Юрий Щербаков
55. Анатолий Юлин
56. Бруно Юнк
57. Иван Ярмыш
58. Анна Александрова
59. Елизавета Багрянцева
60. Галина Ганекер
61. Елена Гокиели
62. Мария Голубничая
63. Елена Горчакова
64. Нина Думбадзе
65. Галина Зыбина
66. Флора Казанцева
67. Вера Калашникова
68. Нина Коссова
69. Валентина Литуева
70. Нина Пономарёва
71. Евгения Сеченова
72. Клавдия Точёнова
73. Ирина Турова
74. Тамара Тышкевич
75. Нина Тюркина
76. Надежда Хныкина
77. Александра Чудина

 Парусный спорт
1. Константин Александров
2. Лев Алексеев
3. Юрий Голубев
4. Пётр Гореликов
5. Кирилл Кожевников
6. Борис Лобашков
7. Андрей Мазовка
8. Иван Матвеев
9. Николай Матвеев
10. Константин Мельгунов
11. Павел Панкрашкин
12. Александр Чумаков
13. Фёдор Шутков

 Плавание
1. Лев Баландин
2. Анатолий Разночинцев
3. Пётр Скрипченков
4. Леонид Мешков
5. Владимир Скомаровский
6. Эндель Эдаси
7. Виктор Дробинский
8. Эндель Пресс
9. Владимир Лавриненко
10. Владимир Лопатин
11. Леонид Сагайдук
12. Виктор Соловьёв
13. Юрий Курчашов
14. Владимир Борисенко
15. Василий Карманов
16. Мария Гавриш
17. Вера Костина
18. Роза Зензивеева

 Прыжки в воду
1. Александр Бакатин
2. Роман Бренер
3. Алексей Жигалов
4. Геннадий Удалов
5. Михаил Чачба
6. Евгения Богдановская
7. Татьяна Вереина-Каракашьянц
8. Любовь Жигалова
9. Нинель Крутова
10. Валентина Чумичева

 Современное пятиборье
1. Александр Дехаев
2. Игорь Новиков
3. Павел Ракитянский

 Спортивная гимнастика
1. Владимир Беляков
2. Иосиф Бердиев
3. Евгений Корольков
4. Дмитрий Леонкин
5. Валентин Муратов
6. Михаил Перльман
7. Виктор Чукарин
8. Грант Шагинян
9. Нина Бочарова
10. Мария Гороховская
11. Пелагея Данилова
12. Медея Джугели
13. Екатерина Калинчук
14. Галина Минаичева
15. Галина Урбанович
16. Галина Шамрай

 Стрельба
1. Борис Андреев
2. Пётр Авилов
3. Анатолий Богданов
4. Владимир Севрюгин
5. Лев Вайнштейн
6. Василий Фролов
7. Иван Исаев
8. Константин Мартазов
9. Юрий Никандров
10. Пётр Николаев
11. Василий Новиков

 Тяжёлая атлетика
1. Аркадий Воробьёв
2. Трофим Ломакин
3. Евгений Лопатин
4. Григорий Новак
5. Николай Саксонов
6. Иван Удодов
7. Рафаэль Чимишкян

 Фехтование
1. Борис Беляков
2. Герман Бокун
3. Генрих Булгаков
4. Владимир Вышпольский
5. Юрий Дексбах
6. Иван Комаров
7. Лев Кузнецов
8. Иван Манаенко
9. Акакий Мейпариани
10. Марк Мидлер
11. Лев Сайчук
12. Иозас Удрас
13. Юлен Уралов
14. Апполинария Плеханова
15. Анна Пономарёва
16. Надежда Шитикова

 Футбол
1. Георгий Антадзе
2. Анатолий Башашкин
3. Константин Бесков
4. Всеволод Бобров
5. Автандил Гогоберидзе
6. Агустин Гомес
7. Владимир Зябликов
8. Анатолий Ильин
9. Леонид Иванов
10. Константин Крижевский
11. Владимир Маргания
12. Фридрих Марютин
13. Игорь Нетто
14. Владимир Никаноров
15. Валентин Николаев
16. Юрий Нырков
17. Александр Петров
18. Александр Тенягин
19. Василий Трофимов
20. Автандил Чкуасели

## Результаты соревнований

### Академическая гребля
Соревнования в академической гребле на Играх 1952 года проходили с 20 по 23 июля. В следующий раунд из каждого заезда проходили несколько лучших экипажей (в зависимости от дисциплины). Впервые с 1928 года для проигравших в полуфинале спортсменов был введён ещё один отборочный заезд. В финал A выходили 5 сильнейших экипажей.
Мужчины
| Соревнование        | Спортсмены | Предварительный заезд | Предварительный заезд | Предварительный заезд | 1-й отборочный заезд | 1-й отборочный заезд | 1-й отборочный заезд | Полуфинал             | Полуфинал             | Полуфинал             | 2-й отборочный заезд  | 2-й отборочный заезд  | 2-й отборочный заезд  | Финал                 | Финал                 |
| Соревнование        | Спортсмены | Заезд                 | Время                 | Место                 | Заезд                | Время                | Место                | Заезд                 | Время                 | Место                 | Заезд                 | Время                 | Место                 | Время                 | Место                 |
| ------------------- | --- | --------------------- | --------------------- | --------------------- | -------------------- | -------------------- | -------------------- | --------------------- | --------------------- | --------------------- | --------------------- | --------------------- | --------------------- | --------------------- | --------------------- |
| одиночки            | Юрий Тюкалов | 4                     | 7:47,9                | 1 Q                   | не участвовал        | не участвовал        | не участвовал        | 2                     | 7:52,6                | 1 Q                   | не участвовал         | не участвовал         | не участвовал         | 8:12,8                | 1                     |
| двойки парные       | Георгий Жилин Игорь Емчук | 2                     | 7:02,5                | 1 Q                   | не участвовали       | не участвовали       | не участвовали       | 1                     | 7:26,5                | 3                     | 3                     | 7:07,5                | 1 Q                   | 7:38,3                | 2                     |
| двойки              | Михаил Плаксин Василий Багрецов | 3                     | 8:12,3                | 4                     | 1                    | 7:31,9               | 2                    | завершили выступление | завершили выступление | завершили выступление | завершили выступление | завершили выступление | завершили выступление | завершили выступление | завершили выступление |
| двойки с рулевыми   | Евгений Морозов Виктор Шевченко Михаил Прудников                                                                                            | 4                     | 8:05,0                | 3                     | 2                    | 8:03,0               | 1                    | не участвовали        | не участвовали        | не участвовали        | 1                     | 8:08,4                | 3                     | завершили выступление | завершили выступление |
| четвёрки            | Роман Захаров Юрий Рогозов Иван Макаров Владимир Кирсанов                                                                                   | 1                     | 6:37,8                | 2 Q                   | не участвовали       | не участвовали       | не участвовали       | 2                     | 7:32,3                | 4                     | 1                     | 6:38,5                | 2                     | завершили выступление | завершили выступление |
| четвёрки с рулевыми | Кирилл Путырский Евгений Третников Георгий Гущенко Борис Фёдоров Борис Бречко                                                               | 1                     | 7:19,9                | 2 Q                   | не участвовали       | не участвовали       | не участвовали       | 2                     | 7:11,6                | 4                     | 1                     | 7:05,1                | 2                     | завершили выступление | завершили выступление |
| восьмёрки           | Слава Амирагов Леонид Гиссен Евгений Самсонов Владимир Крюков Игорь Поляков Евгений Браго Владимир Родимушкин Алексей Комаров Игорь Борисов | 3                     | 6:10,2                | 1 Q                   | не участвовали       | не участвовали       | не участвовали       | 2                     | 6:44,0                | 2                     | 2                     | 6:10,6                | 1 Q                   | 6:31,2                | 2                     |

### Баскетбол
Мужская сборная СССР по баскетболу квалифицировалась на летние Олимпийские игры в Хельсинки, став в 1951 году чемпионами Европы.

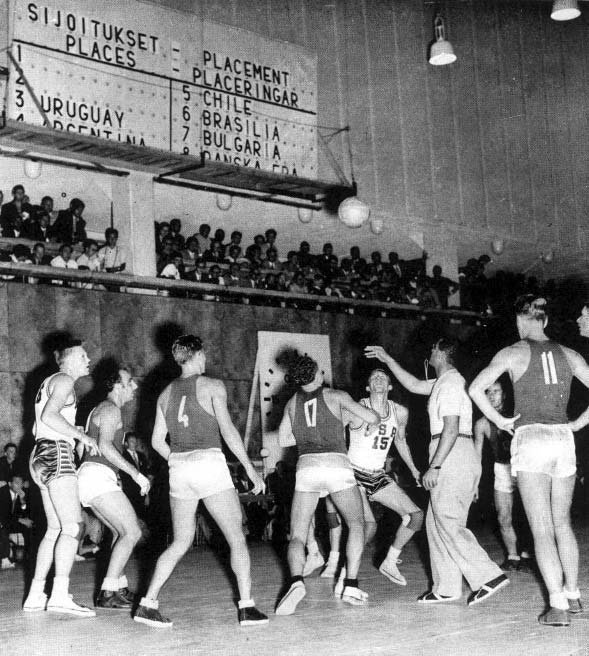
Фрагмент финального матча между сборными СССР и США

Состав
| Номер | Имя                 | Дата рождения    | Рост, см | Клуб           | Игры | Очки |
| ----- | ------------------- | ---------------- | -------- | -------------- | ---- | ---- |
| 3     | Виктор Власов       | 1 сентября 1925  | 181      | Динамо Москва  | 1    | 0    |
| 4     | Стяпас Бутаутас     | 25 августа 1925  | 183      | Жальгирис      | 8    | 85   |
| 5     | Станисловас Стонкус | 29 декабря 1931  | 180      | Жальгирис      | 0    | 0    |
| 6     | Иоанн Лысов         | 10 сентября 1921 | 175      | Калев          | 7    | 18   |
| 7     | Казис Петкявичюс    | 1 января 1926    | 179      | Жальгирис      | 7    | 57   |
| 8     | Нодар Джорджикия    | 15 ноября 1921   | 187      | Динамо Тбилиси | 7    | 29   |
| 9     | Анатолий Конев      | 10 января 1921   | 193      | ВВС МВО        | 8    | 41   |
| 10    | Отар Коркия         | 10 мая 1923      | 191      | Динамо Тбилиси | 8    | 138  |
| 11    | Ильмар Куллам       | 15 июня 1922     | 190      | УСК            | 7    | 20   |
| 12    | Юрий Озеров         | 9 июля 1928      | 190      | Динамо Москва  | 5    | 9    |
| 13    | Александр Моисеев   | 28 мая 1927      | 176      | ВВС МВО        | 7    | 51   |
| 15    | Майгонис Валдманис  | 9 сентября 1933  | 180      | Динамо Рига    | 1    | 6    |
| 17    | Хейно Круус         | 30 сентября 1926 | 185      | Калев          | 5    | 9    |
| 19    | Юстинас Лагунавичюс | 4 сентября 1924  | 179      | Жальгирис      | 2    | 5    |

| Имя              | Гражданство | Дата рождения |
| ---------------- | ----------- | ------------- |
| Степан Спандарян | СССР        | 9 апреля 1906 |

Результаты
Групповой этап (Группа B)
| Место | Сборная   | В | П | МЗ  | МП  | МР  | Очки |
| ----- | --------- | - | - | --- | --- | --- | ---- |
| 1     | СССР      | 3 | 0 | 192 | 143 | +49 | 6    |
| 2     | Болгария  | 2 | 1 | 163 | 182 | -19 | 5    |
| 3     | Мексика   | 1 | 2 | 172 | 171 | +1  | 4    |
| 4     | Финляндия | 0 | 3 | 147 | 178 | −31 | 3    |

| 25 июля 1952 13:30 | Протокол | СССР                             | 74:46 | Болгария          | Теннисный дворец, Хельсинки |
| 25 июля 1952 13:30 | Протокол | Счёт по половинам: 38:21, 36:25. |       |                   | Теннисный дворец, Хельсинки |
| 25 июля 1952 13:30 | Протокол | Стяпас Бутаутас 12               | Очки  | 8 Владимир Славов | Теннисный дворец, Хельсинки |

| 26 июля 1952 13:30 | Протокол | СССР                             | 47:35 | Финляндия        | Теннисный дворец, Хельсинки |
| 26 июля 1952 13:30 | Протокол | Счёт по половинам: 23:14, 24:21. |       |                  | Теннисный дворец, Хельсинки |
| 26 июля 1952 13:30 | Протокол | Отар Коркия 25                   | Очки  | 7 Тимо Сувиранта | Теннисный дворец, Хельсинки |

| 27 июля 1952 17:30 | Протокол | СССР                             | 71:62 | Мексика           | Теннисный дворец, Хельсинки |
| 27 июля 1952 17:30 | Протокол | Счёт по половинам: 38:29, 33:33. |       |                   | Теннисный дворец, Хельсинки |
| 27 июля 1952 17:30 | Протокол | Отар Коркия 25                   | Очки  | 14 Рубен Альманса | Теннисный дворец, Хельсинки |

Четвертьфинал (Группа A)
| Место | Сборная  | В | П | МЗ  | МП  | МР  | Очки |
| ----- | -------- | - | - | --- | --- | --- | ---- |
| 1     | США      | 3 | 0 | 246 | 166 | +80 | 6    |
| 2     | СССР     | 2 | 1 | 190 | 195 | -5  | 5    |
| 3     | Бразилия | 1 | 2 | 177 | 155 | +22 | 4    |
| 4     | Чили     | 0 | 3 | 159 | 256 | −97 | 3    |

| 28 июля 1952 17:30 | Протокол | СССР                             | 58:86 | США            | Теннисный дворец, Хельсинки |
| 28 июля 1952 17:30 | Протокол | Счёт по половинам: 22:39, 36:47. |       |                | Теннисный дворец, Хельсинки |
| 28 июля 1952 17:30 | Протокол | Стяпас Бутаутас 16               | Очки  | 15 Боб Кёрланд | Теннисный дворец, Хельсинки |

| 29 июля 1952 16:00 | Протокол | СССР                             | 54:49 | Бразилия             | Теннисный дворец, Хельсинки |
| 29 июля 1952 16:00 | Протокол | Счёт по половинам: 21:25, 33:24. |       |                      | Теннисный дворец, Хельсинки |
| 29 июля 1952 16:00 | Протокол | Александр Моисеев 12             | Очки  | 17 Альфредо да Мотта | Теннисный дворец, Хельсинки |

| 30 июля 1952 17:30 | Протокол | СССР                             | 78:60 | Чили              | Теннисный дворец, Хельсинки |
| 30 июля 1952 17:30 | Протокол | Счёт по половинам: 41:29, 37:31. |       |                   | Теннисный дворец, Хельсинки |
| 30 июля 1952 17:30 | Протокол | Отар Коркия 38                   | Очки  | 20 Руфино Бернедо | Теннисный дворец, Хельсинки |

Полуфинал
| 31 июля 1952 16:00 | Протокол | Уругвай                          | 57:61 | СССР           | Выставочный зал, Хельсинки |
| 31 июля 1952 16:00 | Протокол | Счёт по половинам: 28:31, 29:30. |       |                | Выставочный зал, Хельсинки |
| 31 июля 1952 16:00 | Протокол | Мартин Акоста и Лара 15          | Очки  | 21 Отар Коркия | Выставочный зал, Хельсинки |

Финал
| 2 августа 1952 16:00 | Протокол | СССР                             | 25:36 | США             | Выставочный зал, Хельсинки |
| 2 августа 1952 16:00 | Протокол | Счёт по половинам: 15:17, 10:19. |       |                 | Выставочный зал, Хельсинки |
| 2 августа 1952 16:00 | Протокол | Отар Коркия 8                    | Очки  | 9 Клайд Лавлетт | Выставочный зал, Хельсинки |

Итог: Сборная СССР заняла 2-е место

### Бокс
Соревнования по боксу проходят по системе плей-офф. Для победы в олимпийском турнире боксёру необходимо одержать либо четыре, либо пять побед в зависимости от жеребьёвки соревнований. Оба спортсмена, проигравшие в полуфинальных поединках, становятся обладателями бронзовых наград.
| Категория   | Спортсмены        | Первый раунд                | Второй раунд               | Четвертьфинал           | Полуфинал               | Финал                | Место |
| Категория   | Спортсмены        | Соперник Результат          | Соперник Результат         | Соперник Результат      | Соперник Результат      | Соперник Результат   | Место |
| ----------- | ----------------- | --------------------------- | -------------------------- | ----------------------- | ----------------------- | -------------------- | ----- |
| до 51 кг    | Анатолий Булаков  | NEDХ. ван дер Зее В 3:0     | ITAА. Подзаллие В 3:0      | GBRД. Дауэр В 2:1       | GERЭ. Базель П 1:2      | Завершил выступление | 3     |
| до 54 кг    | Геннадий Гарбузов | BELЖ. Ренар В 2:1           | MEXР. Гевара В 3:0         | TCHФ. Майдлох В 2:1     | FINП. Хямяляйнен П 0:3  | Завершил выступление | 3     |
| до 57 кг    | Юрий Соколов      | FRAЖ. Вентажа П 1:2         | Завершил выступление       | Завершил выступление    | Завершил выступление    | Завершил выступление | 17    |
| до 60 кг    | Александр Засухин | FRAС. Ферре В 2:1           | GBRФ. Рирдон П 0:3         | Завершил выступление    | Завершил выступление    | Завершил выступление | 9     |
| до 63,5 кг  | Виктор Меднов     | AUSН. Джонс В TKO 2         | ROUФ. Амбруш В травма      | FRAР. Вайсман В 3:0     | FINЭ. Маллениус В +/-   | USAЧ. Эдкинс П 1:2   | 2     |
| до 67 кг    | Сергей Щербаков   | ARGМ. Сарфатти В DSQ        | RSAХ. ван дер Линде В KO 2 | ITAФ. Вескови В 3:0     | DENВ. Йёргенсен В 3:0   | POLЗ. Хыхла П 0:3    | 2     |
| до 71 кг    | Борис Тишин       | Не участвовал               | POLЕ. Кравчик В TKO 2      | BRAП. Кавальейро В 3:0  | RSAТ. ван Шалквик П 0:3 | Завершил выступление | 3     |
| до 75 кг    | Борис Сильчев     | Не участвовал               | AUSЭ. Мэдиган П 1:2        | Завершил выступление    | Завершил выступление    | Завершил выступление | 9     |
| до 81 кг    | Анатолий Перов    | Не участвовал               | GBRГ. Купер В 2:1          | ITAД. Альфонсетти В 3:0 | ARGА. Паченца П 0:3     | Завершил выступление | 3     |
| свыше 81 кг | Альгирдас Шоцикас | POLА. Госьцианьский В TKO 2 | Не участвовал              | RSAА. Ниман П KO 1      | Завершил выступление    | Завершил выступление | 5     |

### Велоспорт

#### Шоссейный велоспорт
Мужчины
| Соревнование              | Спортсмены                                                          | Время     | Место | Отставание |
| ------------------------- | ------------------------------------------------------------------- | --------- | ----- | ---------- |
| групповая гонка           | Евгений Клевцов                                                     | 5:23:34,0 | 40    | +17:30,6   |
| групповая гонка           | Николай Бобаренко                                                   | DSQ       | DSQ   | DSQ        |
| групповая гонка           | Анатолий Колесов                                                    | DNF       | DNF   | DNF        |
| групповая гонка           | Владимир Крючков                                                    | DNF       | DNF   | DNF        |
| командная групповая гонка | Николай Бобаренко Евгений Клевцов Анатолий Колесов Владимир Крючков | DNF       | DNF   | DNF        |

#### Трековый велоспорт
Спринт
| Соревнование | Спортсмены       | Раунд 1                                   | Отбор                                                            | 1/4 финала           | Отбор                | Полуфинал            | Отбор                | Финал                | Место                |
| Соревнование | Спортсмены       | Соперник Время                            | Соперник Время                                                   | Соперник Время       | Соперники Время      | Соперник Время       | Соперники Время      | Соперник Время       | Место                |
| ------------ | ---------------- | ----------------------------------------- | ---------------------------------------------------------------- | -------------------- | -------------------- | -------------------- | -------------------- | -------------------- | -------------------- |
| спринт       | Отар Дадунашвили | FRAФ. Ле Норманд JAMК. Фарнум П 3-е место | GERВ. Потцернхайм VENЛ. Торо USAС. Хромяк FINХ. Тёрн П 2-е место | Завершил выступление | Завершил выступление | Завершил выступление | Завершил выступление | Завершил выступление | Завершил выступление |

Командная гонка преследования
По результатам квалификационного раунда в финальную стадию проходили 8 сильнейших сборных. Победитель турнира определялся по системе плей-офф.
| Соревнование                  | Спортсмены                                                    | Квалификация | Квалификация | Четвертьфинал         | Полуфинал             | Финал                 | Место |
| Соревнование                  | Спортсмены                                                    | Время        | Место        | Соперник Время        | Соперник Время        | Соперник Время        | Место |
| ----------------------------- | ------------------------------------------------------------- | ------------ | ------------ | --------------------- | --------------------- | --------------------- | ----- |
| командная гонка преследования | Николай Матвеев Виктор Мешков Валентин Михайлов Василий Федин | 5:00,1       | 14           | Завершили выступление | Завершили выступление | Завершили выступление | 14    |

Гит с места
Победители определялись по результатам одного соревновательного дня. Места в гите распределялись по лучшему времени, показанному на дистанции 1 км
| Соревнование | Спортсмены    | Время  | Место | Отставание |
| ------------ | ------------- | ------ | ----- | ---------- |
| гит с места  | Лев Ципурский | 1:15,2 | 12    | +0:04,1    |

### Водные виды спорта

#### Плавание
Мужчины
| Дисциплина                      | Спортсмены                                                    | Предварительный раунд | Предварительный раунд | Полуфинал | Полуфинал | Финал     | Финал     |
| Дисциплина                      | Спортсмены                                                    | Результат             | Место                 | Результат | Место     | Результат | Место     |
| ------------------------------- | ------------------------------------------------------------- | --------------------- | --------------------- | --------- | --------- | --------- | --------- |
| 100 м вольным стилем            | Лев Баландин                                                  | 58,9                  | 12 Q                  | 58,8      | 11        | Не прошёл | Не прошёл |
| 100 м вольным стилем            | Владимир Скомаровский                                         | 1:00,0                | 19 Q                  | 1:01,1    | 24        | Не прошёл | Не прошёл |
| 100 м вольным стилем            | Эндель Эдаси                                                  | 1:00,1                | 22 Q                  | 59,8      | 18        | Не прошёл | Не прошёл |
| 400 м вольным стилем            | Виктор Дробинский                                             | 4.56,5                | 27                    | Не прошёл | Не прошёл | Не прошёл | Не прошёл |
| 400 м вольным стилем            | Анатолий Разночинцев                                          | 4.56,8                | 29                    | Не прошёл | Не прошёл | Не прошёл | Не прошёл |
| 1500 м вольным стилем           | Владимир Лавриненко                                           | 20.07,8               | 25                    | N/A       | N/A       | Не прошёл | Не прошёл |
| 1500 м вольным стилем           | Эндель Пресс                                                  | 20.11,7               | 27                    | N/A       | N/A       | Не прошёл | Не прошёл |
| 100 м на спине                  | Владимир Лопатин                                              | 1.10,8                | 25                    | Не прошёл | Не прошёл | Не прошёл | Не прошёл |
| 100 м на спине                  | Леонид Сагайдук                                               | 1.11,4                | 26                    | Не прошёл | Не прошёл | Не прошёл | Не прошёл |
| 100 м на спине                  | Виктор Соловьёв                                               | 1.09,5                | 12 Q                  | 1.09,6    | 10        | Не прошёл | Не прошёл |
| 200 м брассом                   | Владимир Борисенко                                            | 2.43,2                | 16 Q                  | 2.46,2    | 16        | Не прошёл | Не прошёл |
| 200 м брассом                   | Юрий Курчашов                                                 | 2.47,3                | 26                    | Не прошёл | Не прошёл | Не прошёл | Не прошёл |
| 200 м брассом                   | Пётр Скрипченков                                              | 2.47,3                | 26                    | Не прошёл | Не прошёл | Не прошёл | Не прошёл |
| Эстафета 4×200 м вольным стилем | Виктор Дробинский Василий Карманов Леонид Мешков Лев Баландин | 9.01,9                | 10                    | N/A       | N/A       | Не прошли | Не прошли |

Женщины
| Дисциплина    | Спортсменки     | Предварительный раунд | Предварительный раунд | Полуфинал | Полуфинал | Финал     | Финал     |
| Дисциплина    | Спортсменки     | Результат             | Место                 | Результат | Место     | Результат | Место     |
| ------------- | --------------- | --------------------- | --------------------- | --------- | --------- | --------- | --------- |
| 200 м брассом | Мария Гавриш    | 3.01,6                | 9 Q                   | 2.58,6    | 5 Q       | 2.58,9    | 9         |
| 200 м брассом | Роза Зензивеева | 3.10,6                | 23                    | Не прошла | Не прошла | Не прошла | Не прошла |
| 200 м брассом | Вера Костина    | 3.07,3                | 20                    | Не прошла | Не прошла | Не прошла | Не прошла |

#### Прыжки в воду
Соревнования по прыжкам в воду проходили в два этапа. По итогам квалификационного раунда в финал выходило по 8 спортсменов. Призёры определялись по сумме баллов, набранных за два раунда.
Мужчины
| Соревнование      | Спортсмены        | Предварительный раунд | Предварительный раунд | Финал                | Финал                | Сумма баллов | Сумма баллов |
| Соревнование      | Спортсмены        | Результат             | Место                 | Результат            | Место                | Результат    | Место        |
| ----------------- | ----------------- | --------------------- | --------------------- | -------------------- | -------------------- | ------------ | ------------ |
| трамплин, 3 метра | Роман Бренер      | 69,37                 | 7 Q                   | 96,26                | 5                    | 165,63       | 5            |
| трамплин, 3 метра | Алексей Жигалов   | 71,25                 | 6 Q                   | 80,06                | 8                    | 151,31       | 8            |
| трамплин, 3 метра | Геннадий Удалов   | 65,99                 | 13                    | Завершил выступление | Завершил выступление | 65,99        | 13           |
| вышка, 10 метров  | Александр Бакатин | 71,86                 | 7 Q                   | 55,00                | 8                    | 126,86       | 7            |
| вышка, 10 метров  | Роман Бренер      | 71,01                 | 8 Q                   | 55,30                | 7                    | 126,31       | 8            |
| вышка, 10 метров  | Михаил Чачба      | 65,02                 | 17                    | Завершил выступление | Завершил выступление | 65,02        | 17           |

Женщины
| Соревнование      | Спортсмены                  | Предварительный раунд | Предварительный раунд | Финал                 | Финал                 | Сумма баллов | Сумма баллов |
| Соревнование      | Спортсмены                  | Результат             | Место                 | Результат             | Место                 | Результат    | Место        |
| ----------------- | --------------------------- | --------------------- | --------------------- | --------------------- | --------------------- | ------------ | ------------ |
| трамплин, 3 метра | Нинель Крутова              | 56,18                 | 3 Q                   | 60,68                 | 4                     | 116,86       | 4            |
| трамплин, 3 метра | Любовь Жигалова             | 54,18                 | 7 Q                   | 59,65                 | 5                     | 113,83       | 6            |
| трамплин, 3 метра | Валентина Чумичева          | 52,15                 | 10                    | Завершила выступление | Завершила выступление | 52,15        | 10           |
| вышка, 10 метров  | Татьяна Вереина-Каракашьянц | 43,26                 | 5 Q                   | 17,83                 | 6                     | 61,09        | 6            |
| вышка, 10 метров  | Евгения Богдановская        | 40,67                 | 8 Q                   | 16,83                 | 8                     | 57,50        | 8            |
| вышка, 10 метров  | Нинель Крутова              | 32,35                 | 14                    | Завершила выступление | Завершила выступление | 32,35        | 14           |

### Гребля на байдарках и каноэ
Соревнования по гребле на байдарках и каноэ проходили на гребном стадионе в районе северного Тёёлё, который был построен ещё для летних Олимпийских игр 1940 года.
Мужчины
| Соревнование                     | Спортсмены                             | Предварительный раунд | Предварительный раунд | Предварительный раунд | Финал                 | Финал                 |
| Соревнование                     | Спортсмены                             | Заплыв                | Время                 | Место                 | Время                 | Место                 |
| -------------------------------- | -------------------------------------- | --------------------- | --------------------- | --------------------- | --------------------- | --------------------- |
| байдарки-одиночки, 1000 метров   | Лев Никитин                            | 3                     | 4:17,1                | 2 Q                   | 4:26,2                | 8                     |
| байдарки-одиночки, 10 000 метров | Иван Сотников                          | Не проводится         | Не проводится         | Не проводится         | 48:36,8               | 7                     |
| байдарки-двойки, 1000 метров     | Анатолий Трошенков Игорь Кузнецов      | 1                     | 3:54,0                | 4                     | Завершили выступление | Завершили выступление |
| байдарки-двойки, 10 000 метров   | Игорь Феоктистов Николай Тетёркин      | Не проводится         | Не проводится         | Не проводится         | 47:00,9               | 10                    |
| каноэ-одиночки, 1000 метров      | Владимир Котырев                       | 2                     | 5:21,2                | 4 Q                   | 5:24,5                | 8                     |
| каноэ-одиночки, 10 000 метров    | Павел Харин                            | Не проводится         | Не проводится         | Не проводится         | 1:03:03,2             | 10                    |
| каноэ-двойки, 1000 метров        | Александр Красавин Сергей Чумаков      | 1                     | 4:54,9                | 6                     | Завершили выступление | Завершили выступление |
| каноэ-двойки, 10 000 метров      | Валентин Орищенко Николай Перевозчиков | Не проводится         | Не проводится         | Не проводится         | 54:34,6               | 4                     |

Женщины
| Соревнование                  | Спортсмены  | Предварительный раунд | Предварительный раунд | Предварительный раунд | Финал  | Финал |
| Соревнование                  | Спортсмены  | Заплыв                | Время                 | Место                 | Время  | Место |
| ----------------------------- | ----------- | --------------------- | --------------------- | --------------------- | ------ | ----- |
| байдарки-одиночки, 500 метров | Нина Савина | 2                     | 2:22,1                | 1 Q                   | 2:21,6 | 3     |

### Конный спорт
Выездка
По сравнению с прошлыми Играми программа соревнований в выездке была немного изменена. Вместо 13 минут на выступление участник получал 15, а также в программу выступлений вернулись пиаффе и пассаж, которые по просьбе спортсменов не требовались на прошлых Играх.
| Соревнование      | Спортсмены                                       | Баллы   | Место |
| ----------------- | ------------------------------------------------ | ------- | ----- |
| личная выездка    | Владимир Распопов лошадь — Именинник             | 433,50  | 19    |
| личная выездка    | Василий Тихонов лошадь — Певец                   | 395,00  | 24    |
| личная выездка    | Николай Ситько лошадь — Цезарь                   | 377,00  | 25    |
| командная выездка | Владимир Распопов Николай Ситько Василий Тихонов | 1205,50 | 7     |

Троеборье
Троеборье состоит из манежной езды, полевых испытаний и конкура. В выездке оценивается степень контроля всадника над лошадью и способность выполнить обязательные элементы выступления. Также при выступлении оценивается внешний вид лошади и всадника. Жюри выставляет, как положительные оценки за удачно выполненные упражнения, так и штрафные баллы за различного рода ошибки. После окончания выступления по специальной формуле вычисляется количество штрафных очков. Соревнования по кроссу требуют от лошади и её наездника высокой степени физической подготовленности и выносливости. Дистанция для кросса достаточно протяжённая и имеет множество препятствий различного типа. Штрафные очки во время кросса начисляются за сбитые препятствия, за превышение лимита времени и за опасную езду. В конкуре за каждое сбитое препятствие спортсмену начисляются 10 штрафных баллов. Также штраф давался за превышение лимита времени.
| Соревнование        | Спортсмены                                 | Выездка   | Выездка | Кросс     | Кросс | Конкур                | Конкур                | Всего     | Всего |
| Соревнование        | Спортсмены                                 | Результат | Место   | Результат | Место | Результат             | Место                 | Результат | Место |
| ------------------- | ------------------------------------------ | --------- | ------- | --------- | ----- | --------------------- | --------------------- | --------- | ----- |
| личное троеборье    | Валериан Куйбышев лошадь — Perekop         | -139,00   | 27      | 75,00     | 5     | -20,00                | 24                    | -84,00    | 10    |
| личное троеборье    | Юрий Андреев лошадь — Logovoj              | -135,00   | 25      | DSQ       | DSQ   | Завершил выступление  | Завершил выступление  | —         | —     |
| личное троеборье    | Борис Лилов лошадь — Zagib                 | -139,50   | 28      | DSQ       | DSQ   | Завершил выступление  | Завершил выступление  | —         | —     |
| командное троеборье | Юрий Андреев Валериан Куйбышев Борис Лилов | -413,50   | 11      | DNF       | DNF   | Завершили выступление | Завершили выступление | —         | —     |

Конкур
Маршрут конкура состоял из 13 препятствий. Он был разработан Бьёрном Странделлом и имел длину 786 метров. Лимит времени на прохождение маршрута был равен 1:57,2. Высота препятствий достигала 1,6 м.
| Соревнование     | Спортсмены                                      | Результаты | Результаты | Результаты | Результаты | Результаты | Итоговое место |
| Соревнование     | Спортсмены                                      | 1 раунд    | 1 раунд    | 2 раунд    | 2 раунд    | Всего      | Итоговое место |
| Соревнование     | Спортсмены                                      | Штраф      | Место      | Штраф      | Место      | Штраф      | Итоговое место |
| ---------------- | ----------------------------------------------- | ---------- | ---------- | ---------- | ---------- | ---------- | -------------- |
| личный конкур    | Михаил Власов лошадь — Rota                     | 40,00      | 45         | 16,00      | 33         | 56,00      | 43             |
| личный конкур    | Николай Шеленков лошадь — Atiger                | 41,75      | 47         | 20,75      | 41         | 62,50      | 46             |
| личный конкур    | Гавриил Будённый лошадь — Yeger                 | 23,00      | 40         | 60,25      | 48         | 83,25      | 47             |
| командный конкур | Гавриил Будённый Михаил Власов Николай Шеленков | 104,75     | 14         | 97,00      | 14         | 201,75     | 14             |

### Лёгкая атлетика
Мужчины
Беговые дисциплины
| Дисциплина                         | Спортсмен                                                    | Предварительный раунд | Предварительный раунд | Предварительный раунд | Четвертьфиналы       | Четвертьфиналы       | Четвертьфиналы       | Полуфиналы           | Полуфиналы           | Полуфиналы           | Финал                 | Финал                 |
| Дисциплина                         | Спортсмен                                                    | Забег                 | Время                 | Место                 | Забег                | Время                | Место                | Забег                | Время                | Место                | Время                 | Место                 |
| ---------------------------------- | ------------------------------------------------------------ | --------------------- | --------------------- | --------------------- | -------------------- | -------------------- | -------------------- | -------------------- | -------------------- | -------------------- | --------------------- | --------------------- |
| бег на 100 метров                  | Владимир Сухарев                                             | 7                     | 10,7                  | 1 Q                   | 4                    | 10,7                 | 3 Q                  | 1                    | 10,6                 | 3 Q                  | 10,5                  | 5                     |
| бег на 100 метров                  | Михаил Казанцев                                              | 3                     | 11,0                  | 3                     | Завершил выступление | Завершил выступление | Завершил выступление | Завершил выступление | Завершил выступление | Завершил выступление | Завершил выступление  | Завершил выступление  |
| бег на 100 метров                  | Леван Санадзе                                                | 4                     | 11,0                  | 3                     | Завершил выступление | Завершил выступление | Завершил выступление | Завершил выступление | Завершил выступление | Завершил выступление | Завершил выступление  | Завершил выступление  |
| бег на 200 метров                  | Владимир Сухарев                                             | 8                     | 21,9                  | 1 Q                   | 6                    | 21,7                 | 2                    | Завершил выступление | Завершил выступление | Завершил выступление | Завершил выступление  | Завершил выступление  |
| бег на 200 метров                  | Леван Санадзе                                                | 2                     | 22,1                  | 2 Q                   | 5                    | 22,1                 | 4                    | Завершил выступление | Завершил выступление | Завершил выступление | Завершил выступление  | Завершил выступление  |
| бег на 400 метров                  | Ардалион Игнатьев                                            | 2                     | 48,1                  | 1 Q                   | 4                    | 48,0                 | 3 Q                  | 1                    | 47,4                 | 5                    | Завершил выступление  | Завершил выступление  |
| бег на 400 метров                  | Юрий Литуев                                                  | 11                    | 48,8                  | 2 Q                   | Завершил выступление | Завершил выступление | Завершил выступление | Завершил выступление | Завершил выступление | Завершил выступление | Завершил выступление  | Завершил выступление  |
| бег на 400 метров                  | Эдмунд Пилагс                                                | 9                     | 49,2                  | 3                     | Завершил выступление | Завершил выступление | Завершил выступление | Завершил выступление | Завершил выступление | Завершил выступление | Завершил выступление  | Завершил выступление  |
| бег на 800 метров                  | Пётр Чевгун                                                  | 4                     | 1:51,8                | 2 Q                   | Не проводится        | Не проводится        | Не проводится        | 1                    | 1:52,8               | 7                    | Завершил выступление  | Завершил выступление  |
| бег на 800 метров                  | Геннадий Модой                                               | 1                     | 1:55,8                | 3 Q                   | Не проводится        | Не проводится        | Не проводится        | 2                    | 1:55,7               | 7                    | Завершил выступление  | Завершил выступление  |
| бег на 800 метров                  | Георгий Ивакин                                               | 5                     | 1:56,4                | 5                     | Не проводится        | Не проводится        | Не проводится        | Завершил выступление | Завершил выступление | Завершил выступление | Завершил выступление  | Завершил выступление  |
| бег на 1500 метров                 | Михаил Вельсвебель                                           | 2                     | 3:52.6                | 4 Q                   | Не проводится        | Не проводится        | Не проводится        | 1                    | 3:52,6               | 11                   | Завершил выступление  | Завершил выступление  |
| бег на 1500 метров                 | Николай Белокуров                                            | 5                     | 3:56,4                | 4 Q                   | Не проводится        | Не проводится        | Не проводится        | 2                    | 3:55,6               | 11                   | Завершил выступление  | Завершил выступление  |
| бег на 1500 метров                 | Николай Кучурин                                              | 4                     | 4:03,6                | 8                     | Не проводится        | Не проводится        | Не проводится        | Завершил выступление | Завершил выступление | Завершил выступление | Завершил выступление  | Завершил выступление  |
| бег на 5000 метров                 | Александр Ануфриев                                           | 3                     | 14:23,6               | 1 Q                   | Не проводится        | Не проводится        | Не проводится        | Не проводится        | Не проводится        | Не проводится        | 14:31,4               | 10                    |
| бег на 5000 метров                 | Никифор Попов                                                | 1                     | 14:28,5               | 6                     | Не проводится        | Не проводится        | Не проводится        | Не проводится        | Не проводится        | Не проводится        | Завершил выступление  | Завершил выступление  |
| бег на 5000 метров                 | Иван Семёнов                                                 | 2                     | 14:28,8               | 6                     | Не проводится        | Не проводится        | Не проводится        | Не проводится        | Не проводится        | Не проводится        | Завершил выступление  | Завершил выступление  |
| бег на 10 000 метров               | Александр Ануфриев                                           | Не проводится         | Не проводится         | Не проводится         | Не проводится        | Не проводится        | Не проводится        | Не проводится        | Не проводится        | Не проводится        | 29:48,2               | 3                     |
| бег на 10 000 метров               | Иван Пожидаев                                                | Не проводится         | Не проводится         | Не проводится         | Не проводится        | Не проводится        | Не проводится        | Не проводится        | Не проводится        | Не проводится        | 30:13,4               | 9                     |
| бег на 10 000 метров               | Никифор Попов                                                | Не проводится         | Не проводится         | Не проводится         | Не проводится        | Не проводится        | Не проводится        | Не проводится        | Не проводится        | Не проводится        | 30:24,2               | 11                    |
| бег на 3000 метров с препятствиями | Владимир Казанцев                                            | 1                     | 8:58,0                | 1 Q                   | Не проводится        | Не проводится        | Не проводится        | Не проводится        | Не проводится        | Не проводится        | 8:51,6                | 2                     |
| бег на 3000 метров с препятствиями | Михаил Салтыков                                              | 3                     | 8:55,8                | 2 Q                   | Не проводится        | Не проводится        | Не проводится        | Не проводится        | Не проводится        | Не проводится        | 8:56,2                | 7                     |
| бег на 3000 метров с препятствиями | Фёдор Марулин                                                | 2                     | 9:08,4                | 5                     | Не проводится        | Не проводится        | Не проводится        | Не проводится        | Не проводится        | Не проводится        | Завершил выступление  | Завершил выступление  |
| бег на 110 метров с барьерами      | Евгений Буланчик                                             | 2                     | 14,4                  | 1 Q                   | Не проводится        | Не проводится        | Не проводится        | 2                    | 14,5                 | 2 Q                  | 14,5                  | 4                     |
| бег на 110 метров с барьерами      | Сергей Попов                                                 | 1                     | 14,8                  | 2 Q                   | Не проводится        | Не проводится        | Не проводится        | 1                    | 14,7                 | 4                    | Завершил выступление  | Завершил выступление  |
| бег на 400 метров с барьерами      | Юрий Литуев                                                  | 4                     | 53,5                  | 1 Q                   | 3                    | 52,2                 | 1 Q                  | 1                    | 51,8                 | 1 Q                  | 51,3                  | 2                     |
| бег на 400 метров с барьерами      | Анатолий Юлин                                                | 3                     | 54,3                  | 1 Q                   | 1                    | 52,4                 | 2 Q                  | 1                    | 52,1                 | 3 Q                  | 52,8                  | 4                     |
| бег на 400 метров с барьерами      | Тимофей Лунёв                                                | 2                     | 54,3                  | 1 Q                   | 4                    | 52,7                 | 1 Q                  | 2                    | 53,1                 | 6                    | Завершил выступление  | Завершил выступление  |
| ходьба на 10 километров            | Бруно Юнк                                                    | 1                     | 45:05,8               | 1 Q                   | Не проводится        | Не проводится        | Не проводится        | Не проводится        | Не проводится        | Не проводится        | 45:41,0               | 3                     |
| ходьба на 10 километров            | Иван Ярмыш                                                   | 1                     | 47:26,0               | 7 Q                   | Не проводится        | Не проводится        | Не проводится        | Не проводится        | Не проводится        | Не проводится        | 46:07,0               | 6                     |
| ходьба на 10 километров            | Петерис Зелтыныш                                             | 2                     | DSQ                   | DSQ                   | Не проводится        | Не проводится        | Не проводится        | Не проводится        | Не проводится        | Не проводится        | Завершил выступление  | Завершил выступление  |
| эстафета 4×100 метров              | Лев Каляев Леван Санадзе Владимир Сухарев Борис Токарев      | 4                     | 41,3                  | 1 Q                   | Не проводится        | Не проводится        | Не проводится        | 2                    | 40,7                 | 2 Q                  | 40,3                  | 2                     |
| эстафета 4×400 метров              | Ардалион Игнатьев Геннадий Слепнёв Юрий Литуев Эдмунд Пилагс | 3                     | 3:12,5                | 3                     | Не проводится        | Не проводится        | Не проводится        | Не проводится        | Не проводится        | Не проводится        | Завершили выступление | Завершили выступление |

Шоссейные дисциплины
| Дисциплина              | Спортсмен        | Время     | Место | Отставание |
| ----------------------- | ---------------- | --------- | ----- | ---------- |
| марафон                 | Яков Москаченков | 2:34:43,8 | 20    | +11:40,6   |
| марафон                 | Феодосий Ванин   | 2:38:22,0 | 27    | +15:18,8   |
| марафон                 | Григорий Сучков  | 2:38:28,8 | 28    | +15:25,6   |
| ходьба на 50 километров | Сергей Лобастов  | 4:32:34,2 | 5     | +4:26,4    |
| ходьба на 50 километров | Владимир Ухов    | 4:32:51,6 | 6     | +4:43,4    |
| ходьба на 50 километров | Павел Казанков   | 5:02:37,8 | 23    | +34:30,0   |

Технические дисциплины
| Дисциплина      | Спортсмен          | Квалификация | Квалификация | Финал                | Финал                |
| Дисциплина      | Спортсмен          | Результат    | Место        | Результат            | Место                |
| --------------- | ------------------ | ------------ | ------------ | -------------------- | -------------------- |
| прыжок в длину  | Леонид Григорьев   | 7,09         | 12 q         | 7,14                 | 6                    |
| прыжок в длину  | Николай Андрющенко | 6,74         | 22           | Завершил выступление | Завершил выступление |
| прыжок в длину  | Хандадаш Мадатов   | NM           | NM           | Завершил выступление | Завершил выступление |
| тройной прыжок  | Леонид Щербаков    | 15,05 Q      | 3            | 15,98                | 2                    |
| прыжок в высоту | Юрий Илясов        | 1,87 Q       | 24           | 1,90                 | 13                   |
| прыжок в высоту | Евгений Вансович   | 1,87 Q       | 28           | 1,80                 | 28                   |
| прыжок с шестом | Пётр Денисенко     | 4,00 Q       | 1            | 4,40                 | 4                    |
| прыжок с шестом | Владимир Бражник   | 4,00 Q       | 15           | 4,20                 | 7                    |
| прыжок с шестом | Виктор Князев      | 4,00 Q       | 14           | 4,20                 | 8                    |
| толкание ядра   | Отто Григалка      | 15,90 Q      | 2            | 16,78                | 4                    |
| толкание ядра   | Георгий Фёдоров    | 15,16 Q      | 7            | 16,06                | 7                    |
| метание диска   | Отто Григалка      | 48,93 Q      | 3            | 50,71                | 6                    |
| метание диска   | Борис Матвеев      | 46,31 Q      | 16           | 48,70                | 10                   |
| метание диска   | Борис Бутенко      | 46,43 Q      | 14           | 48,15                | 11                   |
| метание копья   | Виктор Цыбуленко   | 69,42 Q      | 3            | 71,72                | 4                    |
| метание копья   | Владимир Кузнецов  | 64,38 Q      | 17           | 70,37                | 6                    |
| метание копья   | Юрий Щербаков      | 64,39 Q      | 16           | 64,52                | 13                   |
| метание молота  | Николай Редькин    | 53,58 Q      | 11           | 56,55                | 5                    |
| метание молота  | Георгий Дыбенко    | 53,70 Q      | 8            | 55,03                | 8                    |
| метание молота  | Михаил Кривоносов  | 51,15 Q      | 13           | NM                   | NM                   |

Многоборье
| Дисциплина  | Спортсмен       | Параметр  | 100 м | длина | ядро  | высота | 400 м | 110 м с/б | диск  | шест | копьё | 1500 м | Всего очков | Итоговое место |
| ----------- | --------------- | --------- | ----- | ----- | ----- | ------ | ----- | --------- | ----- | ---- | ----- | ------ | ----------- | -------------- |
| десятиборье | Владимир Волков | Результат | 11,4  | 7,09  | 12,62 | 1,75   | 51,2  | 15,8      | 38,04 | 3,80 | 56,68 | 4:33,2 | 6674        | 4              |
| десятиборье | Владимир Волков | Очки      | 768   | 815   | 637   | 711    | 758   | 632       | 573   | 645  | 660   | 475    | 6674        | 4              |
| десятиборье | Владимир Волков | Место     | 5     | 2     | 11    | 8      | 7     | 6         | 12    | 4    | 3     | 2      | 6674        | 4              |
| десятиборье | Сергей Кузнецов | Результат | 11,56 | 7,09  | 11,71 | 1,65   | 52,8  | 16,4      | 41,04 | 3,60 | 43,19 | 4:42,0 | 5937        | 10             |
| десятиборье | Сергей Кузнецов | Очки      | 768   | 815   | 556   | 605    | 654   | 523       | 656   | 556  | 408   | 396    | 5937        | 10             |
| десятиборье | Сергей Кузнецов | Место     | 5     | 2     | 18    | 18     | 14    | 15        | 4     | 7    | 21    | 5      | 5937        | 10             |
| десятиборье | Пётр Кожевников | Результат | 11,6  | 5,80  | DNF   | DNF    | DNF   | DNF       | DNF   | DNF  | DNF   | DNF    | DNF         | DNF            |
| десятиборье | Пётр Кожевников | Очки      | 768   | 466   | DNF   | DNF    | DNF   | DNF       | DNF   | DNF  | DNF   | DNF    | DNF         | DNF            |
| десятиборье | Пётр Кожевников | Место     | 5     | 26    | DNF   | DNF    | DNF   | DNF       | DNF   | DNF  | DNF   | DNF    | DNF         | DNF            |

Женщины
Беговые дисциплины
| Дисциплина                   | Спортсмен                                                      | Предварительный раунд | Предварительный раунд | Предварительный раунд | Четвертьфиналы | Четвертьфиналы | Четвертьфиналы | Полуфиналы            | Полуфиналы            | Полуфиналы            | Финал                 | Финал                 |
| Дисциплина                   | Спортсмен                                                      | Забег                 | Время                 | Место                 | Забег          | Время          | Место          | Забег                 | Время                 | Место                 | Время                 | Место                 |
| ---------------------------- | -------------------------------------------------------------- | --------------------- | --------------------- | --------------------- | -------------- | -------------- | -------------- | --------------------- | --------------------- | --------------------- | --------------------- | --------------------- |
| бег на 100 метров            | Надежда Хныкина                                                | 12                    | 12,0                  | 2 Q                   | 4              | 12,0           | 1 Q            | 1                     | 12,1                  | 4                     | Завершила выступление | Завершила выступление |
| бег на 100 метров            | Вера Калашникова                                               | 9                     | 12,2                  | 2 Q                   | 3              | 12,1           | 2 Q            | 2                     | 12,1                  | 5                     | Завершила выступление | Завершила выступление |
| бег на 100 метров            | Ирина Турова                                                   | 3                     | 12,0                  | 2 Q                   | 2              | 12,1           | 4              | Завершила выступление | Завершила выступление | Завершила выступление | Завершила выступление | Завершила выступление |
| бег на 200 метров            | Надежда Хныкина                                                | 2                     | 24,3                  | 1 Q                   | Не проводится  | Не проводится  | Не проводится  | 2                     | 24,1                  | 1 Q                   | 24,2                  | 3                     |
| бег на 200 метров            | Евгения Сеченова                                               | 7                     | 25,4                  | 1 Q                   | Не проводится  | Не проводится  | Не проводится  | 1                     | 25,2                  | 5                     | Завершила выступление | Завершила выступление |
| бег на 200 метров            | Флора Казанцева                                                | 1                     | 25,7                  | 5                     | Не проводится  | Не проводится  | Не проводится  | Завершила выступление | Завершила выступление | Завершила выступление | Завершила выступление | Завершила выступление |
| бег на 80 метров с барьерами | Мария Голубничая                                               | 6                     | 11,1                  | 1 Q                   | Не проводится  | Не проводится  | Не проводится  | 2                     | 11,2                  | 1 Q                   | 11,1                  | 2                     |
| бег на 80 метров с барьерами | Елена Гокиели                                                  | 3                     | 11,5                  | 1 Q                   | Не проводится  | Не проводится  | Не проводится  | 1                     | 11,1                  | 4                     | Завершила выступление | Завершила выступление |
| бег на 80 метров с барьерами | Анна Александрова                                              | 5                     | 11,5                  | 3                     | Не проводится  | Не проводится  | Не проводится  | Завершила выступление | Завершила выступление | Завершила выступление | Завершила выступление | Завершила выступление |
| эстафета 4×100 метров        | Надежда Хныкина Вера Калашникова Ирина Турова Евгения Сеченова | 3                     | 46,7                  | 2 Q                   | Не проводится  | Не проводится  | Не проводится  | Не проводится         | Не проводится         | Не проводится         | 46,3                  | 4                     |

Технические дисциплины
| Дисциплина      | Спортсмен            | Квалификация  | Квалификация  | Финал     | Финал |
| Дисциплина      | Спортсмен            | Результат     | Место         | Результат | Место |
| --------------- | -------------------- | ------------- | ------------- | --------- | ----- |
| прыжок в длину  | Александра Чудина    | 5,77 Q        | 3             | 6,14      | 2     |
| прыжок в длину  | Нина Тюркина         | 5,77 Q        | 3             | 5,81      | 6     |
| прыжок в длину  | Валентина Литуева    | 5,51 Q        | 13            | 5,65      | 11    |
| прыжок в высоту | Александра Чудина    | Не проводится | Не проводится | 1,63      | 3     |
| прыжок в высоту | Нина Коссова         | Не проводится | Не проводится | 1,58      | 7     |
| прыжок в высоту | Галина Ганекер       | Не проводится | Не проводится | 1,55      | 11    |
| толкание ядра   | Галина Зыбина        | 13,66 Q       | 3             | 15,28     | 1     |
| толкание ядра   | Клавдия Точёнова     | 13,88 Q       | 1             | 14,50     | 3     |
| толкание ядра   | Тамара Тышкевич      | 12,76 Q       | 8             | 14,42     | 4     |
| метание диска   | Нина Пономарёва      | 45,05 Q       | 1             | 51,42     | 1     |
| метание диска   | Елизавета Багрянцева | 40,73 Q       | 6             | 47,08     | 2     |
| метание диска   | Нина Думбадзе        | 43,20 Q       | 2             | 46,29     | 3     |
| метание копья   | Александра Чудина    | 46,17 Q       | 1             | 50,01     | 2     |
| метание копья   | Елена Горчакова      | 45,18 Q       | 4             | 49,76     | 3     |
| метание копья   | Галина Зыбина        | 45,95 Q       | 2             | 48,35     | 4     |

### Фехтование
Мужчины
| Соревнование         | Спортсмены                                                                | Групповой этап                                                                                             | Групповой этап | Четвертьфинал                                                                                               | Четвертьфинал         | Полуфинал                                                                              | Полуфинал             | Финал                 | Финал                 |
| Соревнование         | Спортсмены                                                                | Соперники Счёт                                                                                             | Место          | Соперники Счёт                                                                                              | Место                 | Соперники Счёт                                                                         | Место                 | Соперники Счёт        | Место                 |
| -------------------- | ------------------------------------------------------------------------- | --- | -------------- | --- | --------------------- | -------------------------------------------------------------------------------------- | --------------------- | --------------------- | --------------------- |
| индивидуальная сабля | Иван Манаенко                                                             | Группа 4                                                                                                   | Группа 4       | Группа 1 | Группа 1              | Группа 1                                                                               | Группа 1              | Завершил выступление  | Завершил выступление  |
| индивидуальная сабля | Иван Манаенко                                                             | BELФ. Хейварт POLЕ. Павловский DENР. Карнера SAAЭ. Рау AUSД. Фитерс MEXР. Камара VENГ. Гутьеррес В:5 — П:1 | 1 Q            | HUNА. Геревич POLЛ. Суский ITAР. Ностини DENП. Фрей MEXА. Аро ARGХ. Д’Андреа USAА. Квартлер В:5 — П:2       | 3 Q                   | HUNА. Геревич ITAГ. Даре AUTХ. Лехнер ARGД. Санде USAХ. Каприлес ROUИ. Тудор В:2 — П:3 | 4                     | Завершил выступление  | Завершил выступление  |
| индивидуальная сабля | Борис Беляков                                                             | Группа 5                                                                                                   | Группа 5       | Группа 3 | Группа 3              | Завершил выступление                                                                   | Завершил выступление  | Завершил выступление  | Завершил выступление  |
| индивидуальная сабля | Борис Беляков                                                             | BELГ. Баллистер GBRБ. Андерсон ARGД. Санде MEXБ. Рамос NORА. Эриксен PORЖ. Феррейра В:4 — П:1              | 2 Q            | HUNТ. Берцей AUTХ. Лехнер ROUИ. Тудор BELФ. Хейварт FRAЖ.-Ф. Турнон SUIО. Гретер DENР. Карнера В:3 — П:4    | 5                     | Завершил выступление                                                                   | Завершил выступление  | Завершил выступление  | Завершил выступление  |
| индивидуальная сабля | Лев Кузнецов                                                              | Группа 7                                                                                                   | Группа 7       | Группа 2 | Группа 2              | Завершил выступление                                                                   | Завершил выступление  | Завершил выступление  | Завершил выступление  |
| индивидуальная сабля | Лев Кузнецов                                                              | DENП. Фрей SUIО. Гретер EGYФ. Рахман SWEБ. Эрикссон PORА. Сильва JPNС. Маки GBRО. Поребский В:5 — П:1      | 3 Q            | HUNП. Ковач П AUTВ. Платтнер BELГ. Баллистер ROUА. Гурат USAД. Уорт POLВ. Заблоцкий ARGЭ. Помини В :3 — П:4 | 6                     | Завершил выступление                                                                   | Завершил выступление  | Завершил выступление  | Завершил выступление  |
| командная сабля      | Борис Беляков Владимир Вышпольский Лев Кузнецов Иван Манаенко Марк Мидлер | Группа 4                                                                                                   | Группа 4       | Завершили выступление                                                                                       | Завершили выступление | Завершили выступление                                                                  | Завершили выступление | Завершили выступление | Завершили выступление |
| командная сабля      | Борис Беляков Владимир Вышпольский Лев Кузнецов Иван Манаенко Марк Мидлер | Германия П 7:9 · Бельгия П 2:9                                                                             | 3              | Завершили выступление                                                                                       | Завершили выступление | Завершили выступление                                                                  | Завершили выступление | Завершили выступление | Завершили выступление |

### Футбол
Сборная СССР в первом круге выиграла у сборной Болгарии, а во втором уступила сборной Югославии, что повлекло серьезные санкции[какие?][кому?].